# Eurytoskrater
De Eurytoskrater  is een Korinthische krater die is gevonden bij Cerveteri. De vaas dateert uit ongeveer 600 v.Chr. en maakt sinds 1861 deel uit van de collectie van het Louvre in Parijs.

## Geschiedenis
De Eurytoskrater werd gemaakt in Korinthe en is een voorbeeld van vroeg-Korinthisch aardewerk. De vaas werd verkocht aan de Etrusken en werd gevonden in een graf in Cerveteri (het oude Caere), vlak bij Rome. Markies Giampietro Campana voerde in dit gebied opgravingen uit. Omdat hij een deel van zijn vermogen illegaal had verkregen, werd zijn verzameling in beslag genomen en verkocht. Napoleon III verwierf in 1861 een groot deel van de collectie. De waardevolste voorwerpen kwamen in het Louvre terecht.

## Voorstelling
De krater combineert de mogelijkheden van de recent uitgevonden zwartfigurige stijl met de polychrome schilderkunst. De voorkant (zijde A) toont koning Eurytos van Oechalia (een mythische stad in Thessalië) die een banket houdt ter ere van Herakles. Deze scène, waarnaar de vaas is vernoemd, is uniek onder de Korinthische beschilderde vazen. Het is de oudst bekende afbeelding in de Griekse kunst van banketgangers die op banken liggen. Een teken dat de Grieken deze gewoonte rond deze tijd van de Perzen hadden overgenomen. Herakles had de zonen van de koning verslagen in het boogschieten en daarmee de hand van Iole, de dochter van de koning, verdiend. Herakles is uiterst rechts te zien, liggend op een bank met een mes in zijn hand. Iole staat tussen hem en haar broer Iphitos, die een drinkbeker in zijn hand houdt. De koning zelf ligt op de volgende bank aan met een kom in zijn hand, samen met zijn zoon Didaion. Bij verschillende figuren is een inscriptie aangebracht met de naam van het personage. Onder alle banken is een vastgebonden hond te zien. Boven de scène is een ketting van lotusbloemen en palmetten geschilderd. 
Zijde B is versierd met gevechtsscenes, die mogelijk verband houden met de Trojaanse Oorlog. Onder een handgreep is een keukentafereel afgebeeld, waarbij een slager en zijn assistent de achterpoot van een schaap bereiden. Onder de andere handgreep bevindt zich een afbeelding van Ajax' zelfmoord, terwijl Odysseus en Diomedes toekijken. Dit is een van de oudste weergaves van dit onderwerp.
Onder de belangrijkste scenes loopt een band over de gehele vaas met ruiters in rode chitons die op zwarte paarden met rode flanken rijden. Op de bovenrand van de krater is een dierenfries afgebeeld met onder meer leeuwen, panters, honden, hazen, herten, vogels en sirenen.

## Afbeeldingen

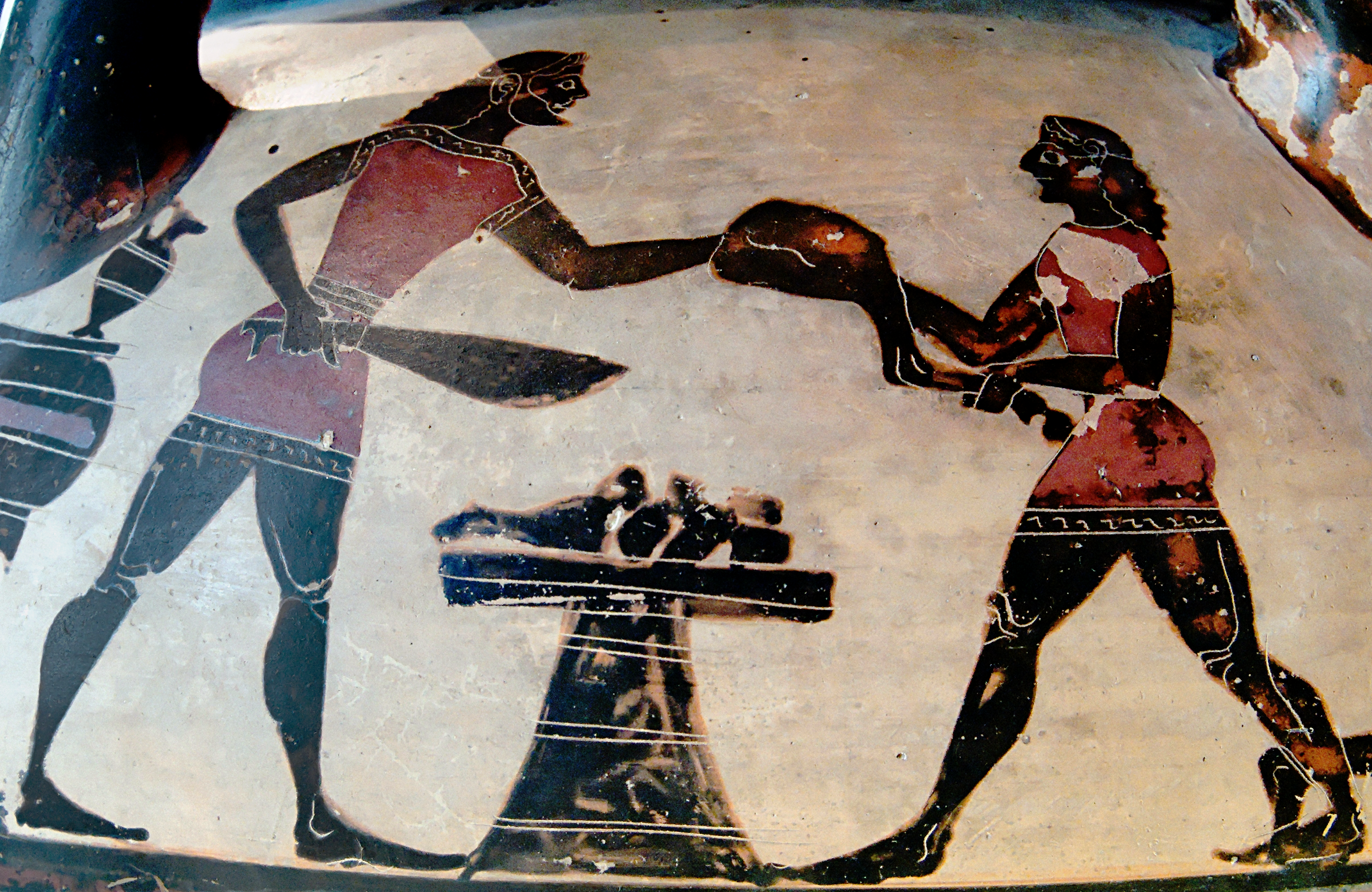
Zijde A, onder handvat Keukenscène
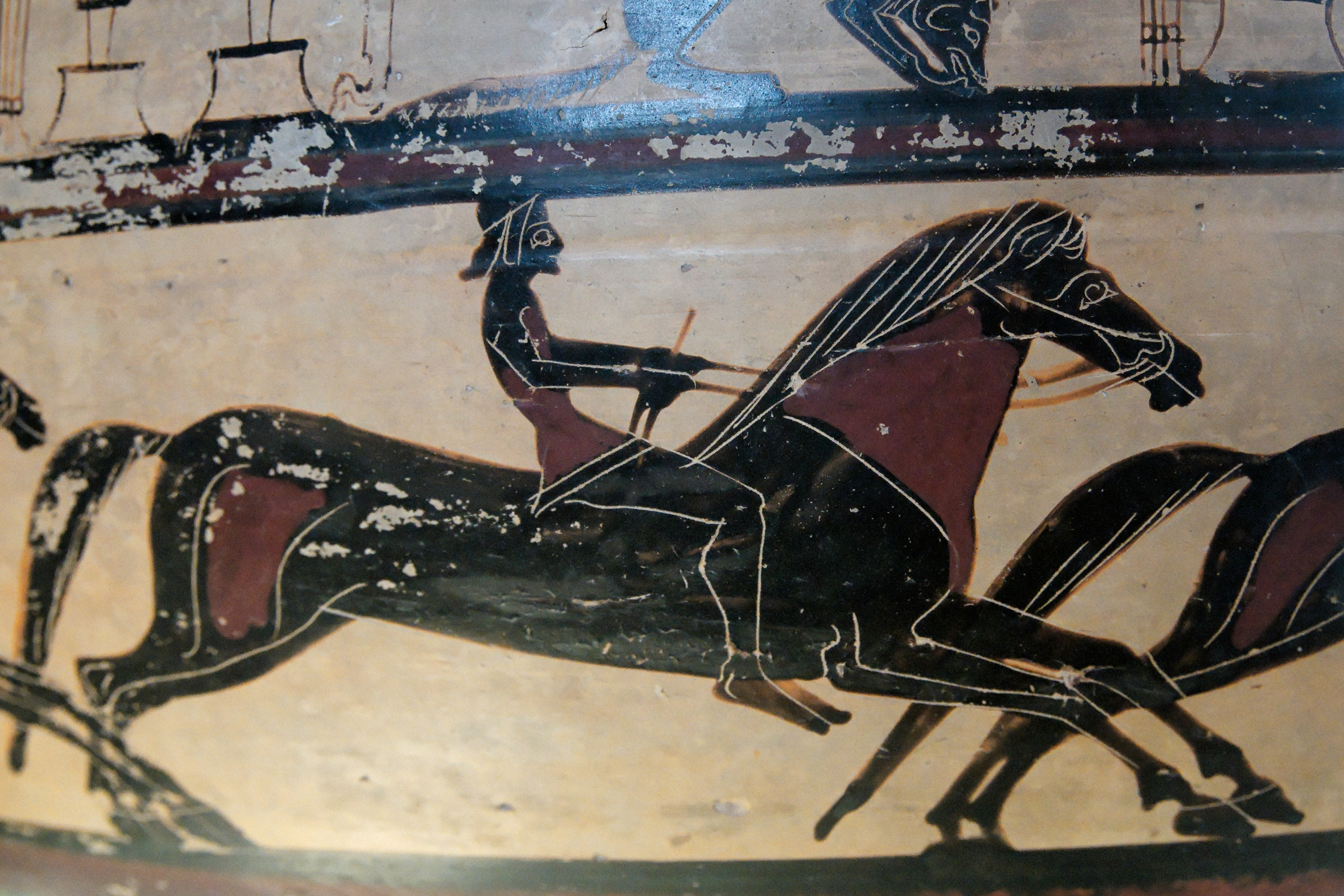
Zijde A, detail
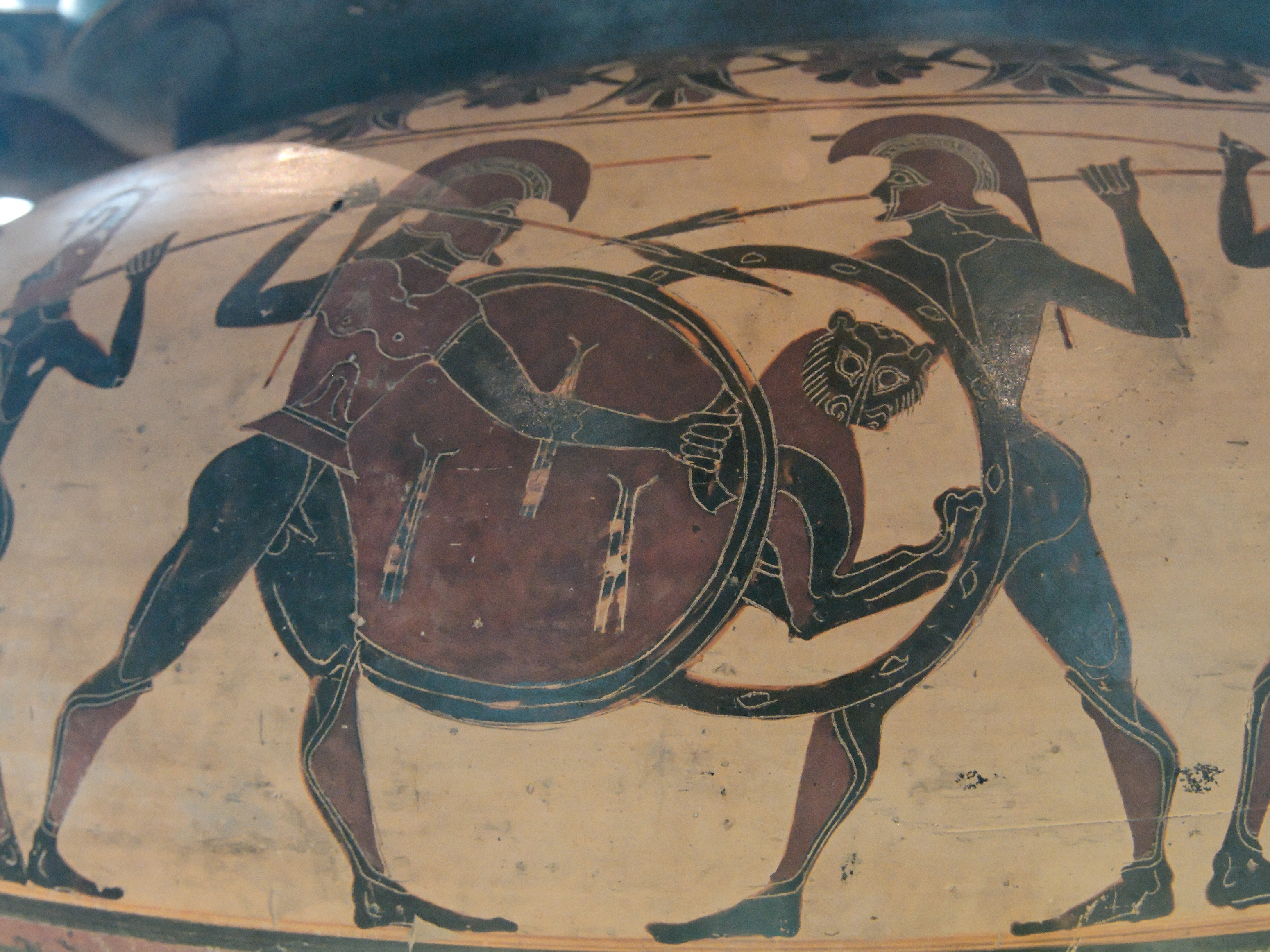
Zijde B, detail Gevecht van hoplieten
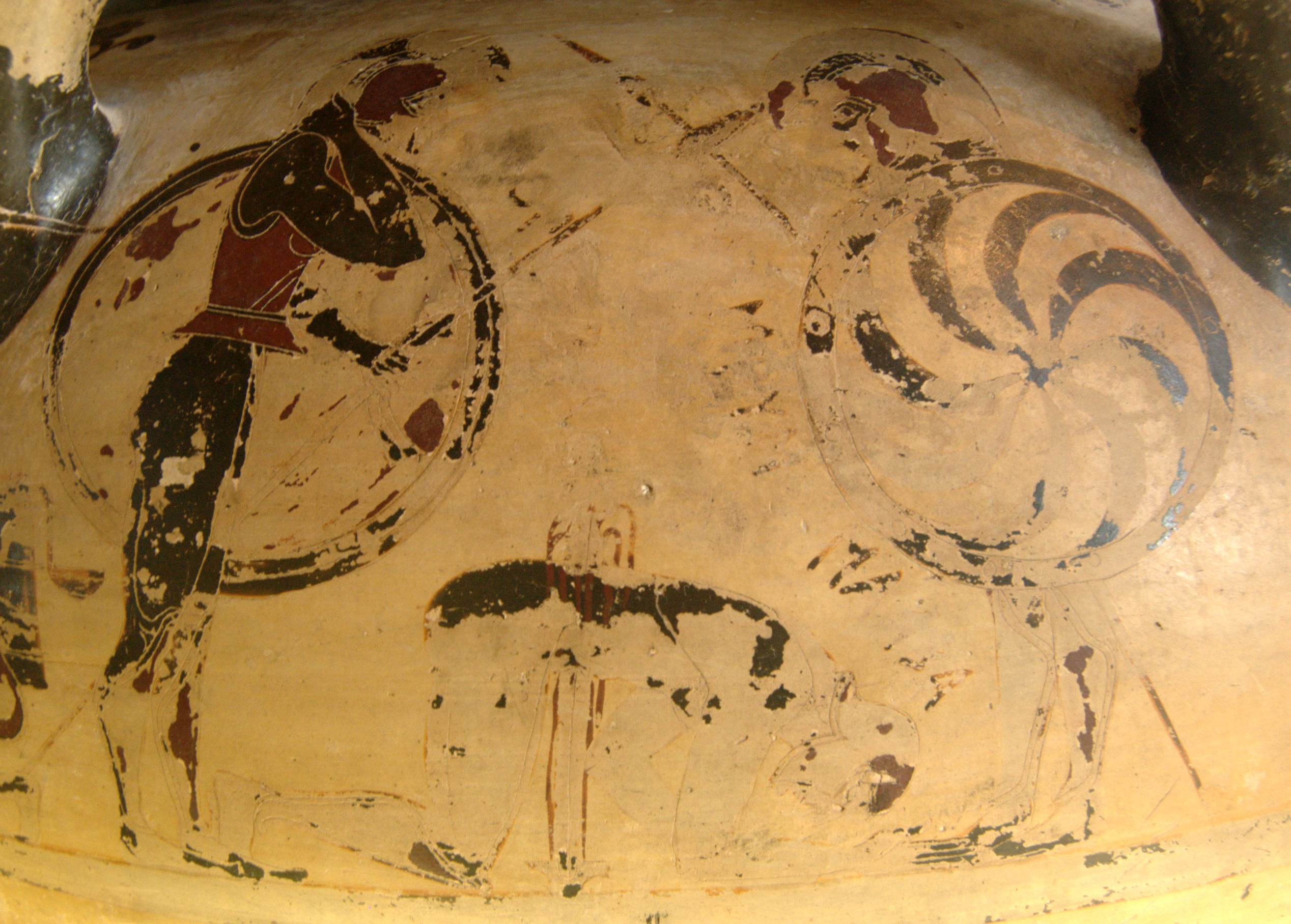
Zijde B, onder handvat Zelfmoord van Ajax
Zelfmoord van Ajax (reproductie)